# 切分音
切分音是一个相同音高的音符同时出现并结合在强拍或次强拍和弱拍上，因此会导致乐曲进行中强拍和弱拍容易易位，强拍变成弱拍，或弱拍变成强拍，叫做切分音。不仅是音符，即使是休止符也可以导致切分的效果。
切分音在同一小节内就记为一个音符，跨强弱两个节拍，如果是跨小节，就要用连接线相连。